# Mitrophrys barnsi
Mitrophrys barnsi är en fjärilsart som beskrevs av James John Joicey och Talbot 1921. Mitrophrys barnsi ingår i släktet Mitrophrys och familjen nattflyn. Inga underarter finns listade i Catalogue of Life.